# Gare de Lourdes
La gare de Lourdes est une gare ferroviaire française de la ligne de Toulouse à Bayonne, située à proximité du centre-ville de Lourdes, dans le département des Hautes-Pyrénées, en région Occitanie.
Elle est mise en service en 1866 par la Compagnie des chemins de fer du Midi et du Canal latéral à la Garonne.
C'est une gare de la Société nationale des chemins de fer français (SNCF), desservie par le TGV, des trains de grandes lignes et des trains régionaux TER Occitanie.

## Situation ferroviaire

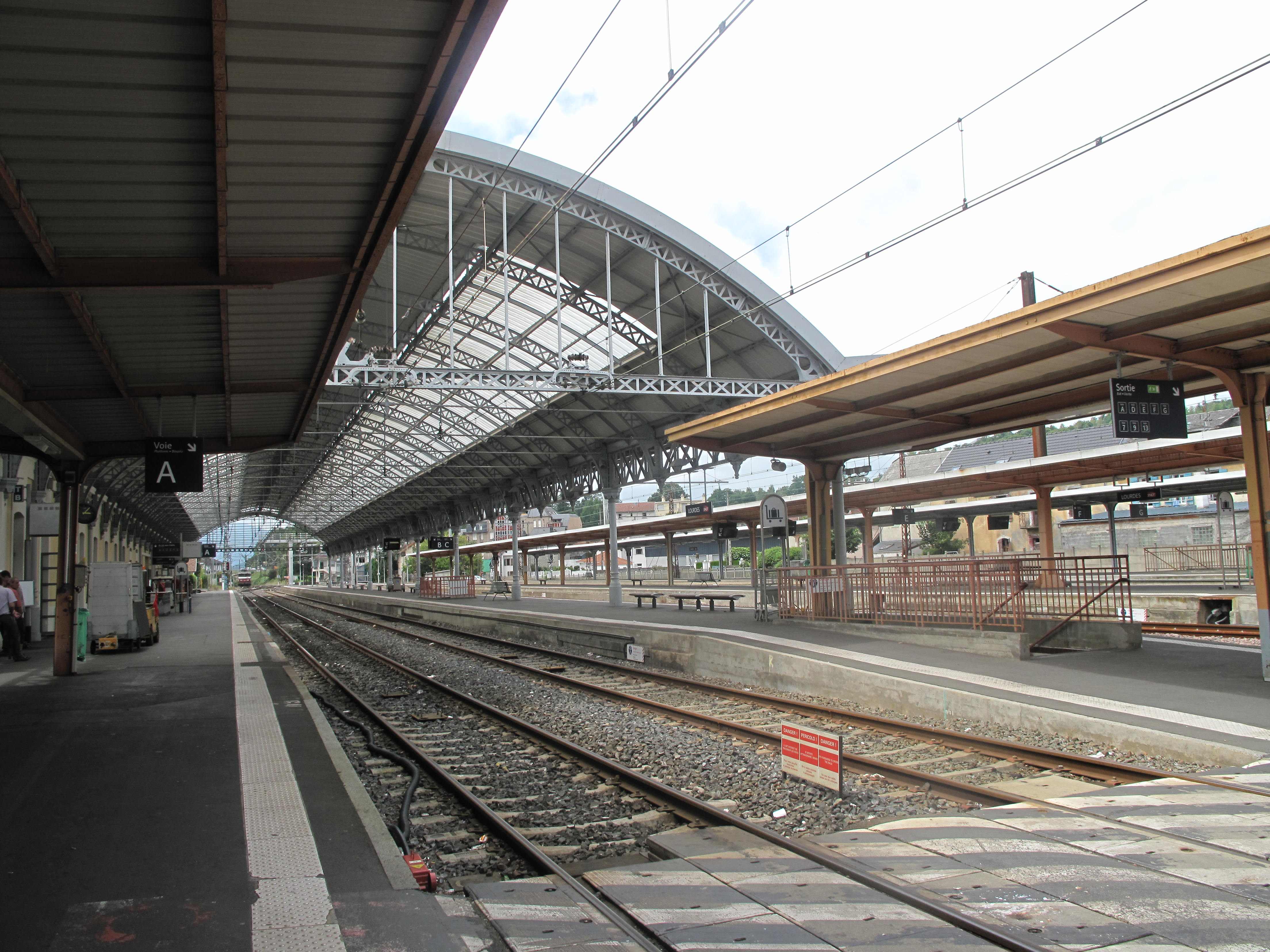
La gare, en 2010.

Établie à 409 mètres d'altitude, la gare de Lourdes, qui dépend de la région ferroviaire de Toulouse, est située au point kilométrique (PK) 176,86 de la ligne de Toulouse à Bayonne, entre les gares voyageurs ouvertes de Ossun et de Saint-Pé-de-Bigorre. Gare de bifurcation, elle est l'origine de la ligne de Lourdes à Pierrefitte-Nestalas.
Elle est équipée de cinq quais centraux : le quai 1 dispose d'une longueur utile de 213 m pour la voie 3 et d'une longueur utile de 232 m pour la voie 7 ; le quai 2 dispose d'une longueur utile de 466 m pour les voies 1 et 2 ; le quai 3 dispose d'une longueur utile de 466 m pour la voie 4 et sa longueur utile est de 454 m pour la voie 6 ; le quai 4 dispose d'une longueur utile de 455 m pour la voie 8 et sa longueur utile est de 420 m pour la voie 10 ; le quai des malades dispose d'une longueur utile de 249 m pour la voie 9 et sa longueur utile est de 213 m pour la voie 13.

## Histoire

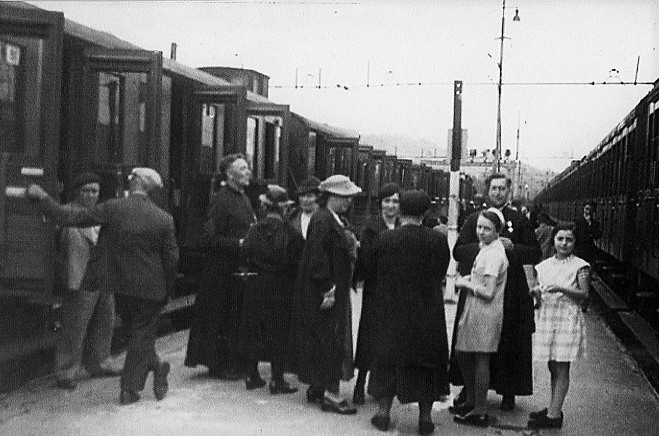
Trains de pèlerins en gare, en 1933.

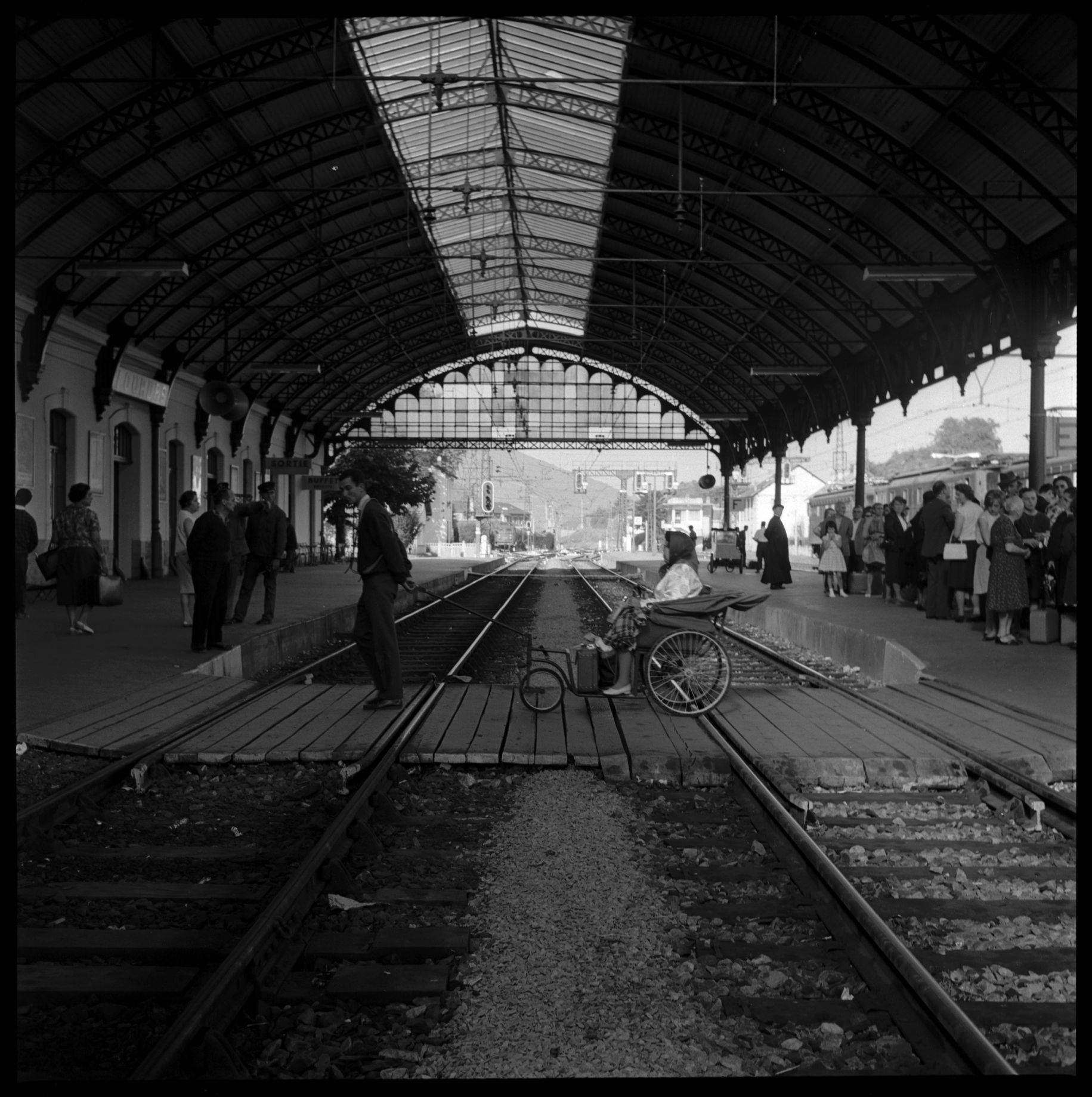
Hall de la gare, en 1964.

À la suite de l'arrivée du système de chemin de fer dans l'Hexagone au XIXe siècle, le Conseil général des Hautes-Pyrénées envisageait, déjà en 1842, la construction de la ligne de Toulouse à Bayonne.
Lorsque la Compagnie des chemins de fer du Midi et du Canal latéral à la Garonne inaugura la ligne de Bordeaux à Sète en 1857, le tronçon de Tarbes à Pau était conçu en tant que parcours direct, faute de population entre les deux villes. Ce n'était qu'en 1858 que la déviation passant par Lourdes fut proposée, en raison des apparitions mariales. Comme le gouvernement sous Napoléon III préférait cette déviation, notamment Achille Fould soutenait fortement ce projet modifié. De surcroît, cette route pourrait fournir la pierre à ballast de laquelle la construction avait besoin. En 1859, fut formellement adopté le projet modifié y compris la construction de la gare de Lourdes.
Finalement, l'ouverture de la section de Tarbes à Lourdes fut achevée le 20 avril 1866. L'ouverture des deux sections de Montréjeau à Tarbes et Lourdes à Pau, permettent la mise en service de la ligne de Toulouse à Bayonne, le 20 juin 1867.
La gare a été desservie, de 1899 à 1930, par le tramway de Lourdes, qui desservait notamment la Grotte ainsi que le funiculaire du pic du Jer.
En 2020, selon les estimations de la SNCF, la fréquentation annuelle de la gare était de 199 322 voyageurs.

## Fréquentation
De 2015 à 2022, selon les estimations de la SNCF, la fréquentation annuelle de la gare s'élève aux nombres indiqués dans le tableau ci-dessous :
| Année                      | 2015    | 2016    | 2017    | 2018    | 2019    | 2020    | 2021    | 2022    | 2023    | 2024    |
| -------------------------- | ------- | ------- | ------- | ------- | ------- | ------- | ------- | ------- | ------- | ------- |
| Voyageurs seuls            | 418 492 | 406 686 | 426 612 | 375 349 | 415 327 | 199 322 | 285 481 | 453 955 | 537 771 | 611 804 |
| Voyageurs et non voyageurs | 523 115 | 508 357 | 533 266 | 469 187 | 519 159 | 249 153 | 356 851 | 567 444 | 672 214 | 764 755 |

## Service des voyageurs

### Accueil
Gare SNCF, elle dispose d'un bâtiment voyageurs, avec guichet, ouvert tous les jours. Elle est équipée d'automates pour l'achat de titres de transport.
C'est une gare « Accès Plus » disposant d'aménagements, d'équipements et de services pour les personnes à la mobilité réduite. Notamment l'accueil des personnes handicapées se fait près de l'espace unique de vente et le passager en difficulté doit se présenter 30 minutes avant le départ du train.

### Desserte
Lourdes est une gare nationale desservie : par le TGV, sur la relation Paris-Montparnasse - Bordeaux-Saint-Jean - Tarbes ; par des trains Intercités de nuit, sur la relation Paris-Austerlitz - Lourdes / Hendaye (en période estivale) ; par des trains Intercités, sur la relation Toulouse-Matabiau - Bayonne / Hendaye.
C'est également une gare régionale desservie par des trains TER Occitanie, sur les relations : Toulouse-Matabiau - Muret - Saint-Gaudens - Montréjeau - Tarbes - Lourdes - Pau ; et par des trains TER Nouvelle-Aquitaine, sur les relations : Tarbes - Pau - Bayonne - Hendaye.
La gare est également desservie par des trains de pèlerins venant de différentes régions de France, mais également d'Italie, d'Allemagne, de Suisse, de République Tchèque, etc. Ces trains sont surtout présents l'été, et repartent généralement de la voie 13, spécialement conçue pour ces types de circulations. En France, les villes du Nord comme Tourcoing expédient plusieurs trains par an.

### Intermodalité
Un parc à vélos et un parking sont aménagés à ses abords.
La gare est desservie par le réseau TLP Mobilités (lignes L1, L2, L3 et TL) et le réseau régional liO (lignes 962 et 965).